# Bogovți, Sofia
Bogovți (în bulgară Богьовци) este un sat în comuna Kostinbrod, regiunea Sofia,  Bulgaria. 

## Demografie
Componența etnică a satului Bogovți
     Bulgari (93,15%)
     Romi (2,73%)
     Nicio identificare (4,1%)
     Altele (0%)
La recensământul din 2011, populația satului Bogovți era de 146 locuitori. Din punct de vedere etnic, majoritatea locuitorilor (93,15%) erau bulgari, cu o minoritate de romi (2,73%). Pentru 4,1% din locuitori nu este cunoscută apartenența etnică.